# Вилхелм IV фон Йотинген-Валерщайн
Вилхелм IV фон Йотинген-Валерщайн (на немски: Wilhelm IV von Oettingen-Wallerstein; * 1 август 1627; † 11 декември 1692) е граф на Йотинген-Валерщайн в Швабия, Бавария.
Той е най-големият син на граф Ернст II фон Йотинген-Валерщайн (1594 – 1670) и съпругата му Мария Магдалена Фугер (1606 – 1670), графиня цу Кирхберг и Вайсенхорн, дъщеря на граф Антон Фугер фон Кирхберг (1563 – 1616) и Елизабета Фугер (1584 – 1636).
Брат е на Волфганг IV (1629 – 1708), граф на Йотинген-Валерщайн, господар на Дайнцендорф, Филип Карл (1640 – 1680), граф на Йотинген-Валерщайн, Йозеф/Йохан Антон (1641 – 1673), и на Игнац (1642 – 1673).

## Фамилия
Вилхелм IV се жени на 27 август 1670 г. за фрайин Октавия Естер фон Херберщайн-Нойбург (* 24 юни 1633 в Дайнцендорф; † април/16 юни 1702 в Унгария), дъщеря на фрайхер Йохан Якоб Франц фон Херберщайн († 1651) и първата му съпруга Ева Юлиана Хагер фон Алентщайг. Бракът е бездетен.